# نبي كامارا
نبي كامارا (بالفرنسية: Naby Camara)‏ هو لاعب كرة قدم غيني، ولد في 10 مايو 1996 في كوناكري في غينيا. لعب مع هافيا كوناكري.

## وصلات خارجية
- نبي كامارا على موقع قاعدة بيانات كرة القدم.إي يو (الإنجليزية)
- نبي كامارا على موقع ناشيونال فوتبول تيمز (الإنجليزية)
- نبي كامارا على موقع Soccerway.com (الإنجليزية)